# زفونيمير ميليتش
زفونيمير ميليتش هو لاعب كرة قدم كرواتي في مركز قلب الدفاع، ولد في 20 فبراير 1995 في سبليت في كرواتيا. شارك مع منتخب كرواتيا تحت 17 سنة لكرة القدم ومنتخب كرواتيا تحت 19 سنة لكرة القدم. أما مع النوادي، فقد لعب مع هايدوك سبليت.

## وصلات خارجية
- زفونيمير ميليتش على موقع اتحاد كرواتيا (الكرواتية)
- زفونيمير ميليتش على موقع قاعدة بيانات كرة القدم.إي يو (الإنجليزية)
- زفونيمير ميليتش على موقع Soccerway.com (الإنجليزية)